# Центр религиоведческих исследований во имя священномученика Иринея Лионского
Центр религиове́дческих иссле́дований во и́мя священному́ченика Ирине́я Лио́нского — российская некоммерческая неправительственная антисектантская организация, занимающаяся научно-исследовательской и информационно-консультационной работой по деятельности новых религиозных движений и сект деструктивного и тоталитарного характера. Центр был создан в 1993 году по благословению Патриарха Московского и всея Руси Алексия II и со времени своего основания возглавляется Александром Дворкиным. Центр является ядром Российской ассоциации центров изучения религий и сект (РАЦИРС).

## История
Организация была основана А. Л. Дворкиным в 1993 году по благословению Святейшего Патриарха Московского и всея Руси Алексия II в 1993 году как Информационно-консультационный центр имени священномученика Иринея, епископа Лионского с целью сбора, обработки и распространения обобщённых достоверных сведений об учении и деятельности новых религиозных движений тоталитарной и деструктивной направленности.
С 2003 года Центр носит нынешнее название.
В 2006 году Центр вошёл на правах головной организации в состав Российской ассоциации центров изучения религий и сект.
Также Центр является членом FECRIS.
9 октября 2009 года в ходе II Иринеевских чтений Центр отметил своё 15-летие, получив поздравление от иерархов и деятелей Русской православной церкви.
28 октября 2011 года Центр получил государственный грант в размере 2,5 млн рублей для помощи людям, пострадавшим от тоталитарных сект.

## Деятельность
Центр занимается научно-исследовательской, информационно-консультативной, лекционной и издательской деятельностью. Центр поддерживает связь со средствами массовой информации и государственными правоохранительными органами и христианскими антисектантскими организациями в России и за рубежом.
В 1995 году центром была издана брошюра Александра Дворкина «Десять вопросов навязчивому незнакомцу, или Пособие для тех, кто не хочет быть завербованным» ставшая предметом судебного процесса в Хорошёвском межмуниципальном районном суде СЗАО г. Москвы.
До 2006 года центр издавал информационно-просветительский журнал «Прозрение», освещавший деятельность тоталитарных сект и деструктивных культов, в котором публиковались
- подборки аналитических и информационных материалов как по проблемам сектантства в целом, так и о деятельности сект за последнее время;
- рассказы-свидетельства бывших членов сект;
- подробные сведения о действиях апологетов сект в России и других странах;
- важные интервью с богословами, врачами, журналистами, пастырями, политиками и учёными[3].

На сайте центра целый раздел посвящён деятельности психосект и тому вреду, который они наносят.

## Отзывы

### Положительные
В 2000 году кандидат исторических наук, научный сотрудник Института этнологии и антропологии РАН А. А. Ожиганова отмечала: 
Но в настоящее время в России отсутствуют крупные междисциплинарные информационно-аналитические центры по изучению новых религиозных движений, существующие во всех странах Запада, такие как ИНФОРМ  (Великобритания), Диалог-Центр  (Дания), CESNUR (Италия) и др. Попытки создания таких центров предпринимаются в России в рамках Русской Православной Церкви: это Центр священномученика Иринея Лионского во главе с А. Дворкиным в Москве, Православный институт миссиологии, экуменизма и новых религиозных движений при Русском Христианском гуманитарном институте в Петербурге.
В 2009 году кандидат социологических наук В. Н. Чайкин отнёс деятельность центра к направлению «профилактико-просветительского характера, которое заключается в предоставлении информации о сектах и культах» и указал, что «основной задачей информационно-консультационного центра Иринея еп. Лионского является распространение достоверной информации об учении и деятельности тоталитарных сект и деструктивных культов», а также отметил, что «с этой целью, согласно официальной информации на сайте центра, сотрудники занимаются научно-исследовательской, консультативной, лекционной и издательской деятельностью, а также поддерживают связь с государственными структурами и средствами массовой коммуникации».

### Критические
В 1998 году библиотековед И. Ф. Рековская в реферативном журнале «Социальные и гуманитарные науки. Отечественная и зарубежная литература» характеризует Центр Иринея Лионского в качестве «ведущего российского подразделения международной антикультистской сети (официального подразделения Московского Патриархата)».
В 2000 году социолог религии М. С. Штерин, ранее выступавший в качестве эксперта-свидетеля со стороны истцов в судебном процессе против А. Л. Дворкина, отмечал, что Информационно-консультативный центр священномученика Иринея Лионского (ИКЦСИЛ) является «антикультовой группой», которая существенно повлияла на «формирование как идеологии российского АКД, так и того типа представлений об НРД, который получала российская общественность». По его мнению, связь ИКЦСИЛ с РПЦ и некоторыми западными антикультовыми группами (Диалог-центр в Орхусе (Дания) и Берлине) стали причинами, которые «облегчили легитимацию» подхода Дворкина, являющимся «чрезвычайно негативным и сверхобобщенным». По данным Штерина, в ходе своей деятельности ИКЦСИЛ получал от Диалог-центра «селективно подобранный негативный материал о „сектах“».
В 2006 году религиовед И. Я. Кантеров в учебном пособии для студентов специальности «Религиоведение» «Новые религиозные движения: (введение в основные концепции и термины)» писал, что «В 2005 г. Информационно-консультативный центр священномученика Иринея Лионского меняет название, и становится Институтом религиоведческих исследований. Появление этого „Института“ является ни чем иным как простой сменой вывески известного сектоборческого учреждения. Как показало время, взгляды главы и сотрудников Института не имеют никакого отношения к религиоведческим исследованиям; как и прежде, они трудятся на ниве сектоборчества».
В 2007 году юрист, сопредседатель Славянского правового центра Владимир Ряховский в публицистической статье на Портал-Credo.Ru, вспоминая конфликт с изданиями «Екклесиаст» и «Золотое кольцо», писал, что Центр религиоведческих исследований св. Иринея Лионского «по существу … является крайне деструктивной сектой, которая, основываясь на лжи, пропагандирует вражду к целому ряду официально действующих в России законопослушных религиозных объединений».

В 2008 году религиовед Д. А. Головушкин в учебном пособии для студентов педагогических вузов «Религиоведение» писал, что 
Свою задачу центр видит в «распространении достоверной информации об учении и деятельности тоталитарных сект и деструктивных культов. С этой целью сотрудники центра занимаются научно-исследовательской, консультативной, лекционной и издательской деятельностью, а также поддерживают связь с государственными структурами и средствами массовой информации». Однако эта деятельность нередко носит эмоционально-оскорбительный характер, сопровождается громкими судебными разбирательствами.

## Известные сотрудники
- Александр Дворкин[17] (президент) — доктор философии по истории, кандидат богословия, профессор кафедры миссиологии миссионерского факультета ПСТГУ, председатель экспертного совета по проведению государственной религиоведческой экспертизы при Министерстве юстиции Российской Федерации.
- протоиерей Лев Семёнов[17] (ответственный секретарь) — кандидат исторических наук, доцент кафедры теории и истории культуры исторического факультета Тверского государственного университета, старший научный сотрудник научно-исследовательской лаборатории комплексного изучения проблем романтизма ТвГУ, член Российской ассоциации антиковедов при Российской академии наук, член экспертного совета по проведению государственной религиоведческой экспертизы при Министерстве юстиции Российской Федерации.
- иерей Михаил Плотников[17] (вице-президент) — кандидат богословия, доцент кафедры религиоведения миссионерского факультета ПСТГУ.
- Евгений Мухтаров[17] — журналист, член экспертного совета по проведению государственной религиоведческой экспертизы при Министерстве юстиции Российской Федерации.
- Александр Кузьмин[17] — религиовед, кандидат философских наук, член экспертного совета по проведению государственной религиоведческой экспертизы при Министерстве юстиции Российской Федерации.